# Botija (kommunhuvudort)
Botija är en kommunhuvudort i Spanien.   Den ligger i provinsen Provincia de Cáceres och regionen Extremadura, i den centrala delen av landet, 240 km sydväst om huvudstaden Madrid. Botija ligger 423 meter över havet och antalet invånare är 150.
Terrängen runt Botija är platt. Runt Botija är det glesbefolkat, med 20 invånare per kvadratkilometer. Närmaste större samhälle är Almoharín, 18,8 km söder om Botija. Omgivningarna runt Botija är huvudsakligen savann.